# Криничувате (балка)
Криничувате (рос. б. Криничеватая) — балка (річка) в Україні у Василівському районі Запорізької області. Ліва притока Дніпра (басейн Дніпра). області

## Опис
Довжина балки приблизно 7,17 км, найкоротша відстань між витоком і гирлом — 6,37 км, коефіцієнт звивистості річки — 1,13. Формується багатьма балками та загатами. На деяких ділянках балка пересихає.

## Розташування
Бере початок у селі Лугове. Тече переважно на південний захід через село Верхня Криниця і впадає в річку Дніпро (Каховське водосховище) .

## Цікаві факти
- У пригирловій частині біля села Верхня Криниця балку перетинає автошлях М18[2] (автомобільний шлях міжнародного значення на території України. Проходить територією Харківської, Дніпропетровської, Запорізької, Херсонської областей та АРК. Збігається з частиною європейського маршруту E105 (Кіркенес — Санкт-Петербург — Москва — Харків — Ялта)).